# سيباناس
سيباناس (بالإنجليزية: Cipanas)‏ هي منطقة سكنية تقع في إندونيسيا في سيانجور. يقدر عدد سكانها بـ 106,258 نسمة وترتفع عن سطح البحر 1,080 متر.

## المناخ
يظهر الجدول التالي التغييرات المناخية على مدار السنة لسيباناس:
| البيانات المناخية لـسيباناس                                                         | البيانات المناخية لـسيباناس | البيانات المناخية لـسيباناس | البيانات المناخية لـسيباناس | البيانات المناخية لـسيباناس | البيانات المناخية لـسيباناس | البيانات المناخية لـسيباناس | البيانات المناخية لـسيباناس | البيانات المناخية لـسيباناس | البيانات المناخية لـسيباناس | البيانات المناخية لـسيباناس | البيانات المناخية لـسيباناس | البيانات المناخية لـسيباناس | البيانات المناخية لـسيباناس |
| الشهر                                                                               | يناير                       | فبراير                      | مارس                        | أبريل                       | مايو                        | يونيو                       | يوليو                       | أغسطس                       | سبتمبر                      | أكتوبر                      | نوفمبر                      | ديسمبر                      | المعدل السنوي               |
| ----------------------------------------------------------------------------------- | --------------------------- | --------------------------- | --------------------------- | --------------------------- | --------------------------- | --------------------------- | --------------------------- | --------------------------- | --------------------------- | --------------------------- | --------------------------- | --------------------------- | --------------------------- |
| متوسط درجة الحرارة الكبرى °م (°ف)                                                   | 25 (77)                     | 24 (76)                     | 26 (78)                     | 26 (79)                     | 27 (80)                     | 26 (79)                     | 26 (79)                     | 27 (80)                     | 27 (80)                     | 27 (80)                     | 26 (79)                     | 26 (78)                     | 25.97 (78.75)               |
| متوسط درجة الحرارة الصغرى °م (°ف)                                                   | 18 (64)                     | 18 (65)                     | 18 (65)                     | 18 (65)                     | 18 (65)                     | 18 (64)                     | 17 (63)                     | 17 (62)                     | 17 (63)                     | 18 (64)                     | 18 (65)                     | 18 (64)                     | 17.82 (64.08)               |
| الهطول مم (إنش)                                                                     | 250.2 (9.85)                | 231.8 (9.13)                | 181.9 (7.16)                | 181.5 (7.15)                | 102.6 (4.04)                | 8 (0.3)                     | 7 (0.3)                     | 53.1 (2.09)                 | 70 (2.8)                    | 96.4 (3.80)                 | 196.5 (7.74)                | 200.2 (7.88)                | 1٬579٫2 (62.17)             |
| المصدر: http://www.worldweatheronline.com/v2/weather.aspx?q=-6.733035,%20107.040966 |                             |                             |                             |                             |                             |                             |                             |                             |                             |                             |                             |                             |                             |